# Anmore
Anmore är en ort i Kanada.   Den ligger i Metro Vancouver Regional District och provinsen British Columbia, i den södra delen av landet, 3 500 km väster om huvudstaden Ottawa. Anmore ligger 183 meter över havet och antalet invånare är 126 456.
Terrängen runt Anmore är kuperad söderut, men norrut är den bergig. Terrängen runt Anmore sluttar söderut. Runt Anmore är det tätbefolkat, med 947 invånare per kvadratkilometer.. Närmaste större samhälle är Burnaby, 9,1 km sydväst om Anmore. 
I omgivningarna runt Anmore växer i huvudsak barrskog.